# Курочкин, Константин Трофимович
Константин Трофимович Курочкин (15 декабря 1902— 7 апреля 1974) — советский военачальник, гвардии генерал-майор (06.12.1942).

## Биография
Родился 15 декабря 1902 года в деревне Артемово, ныне в Лиозненском районе, Витебской области, Белоруссия. Белорус.
В 1914 году окончил сельскую школу.
В РККА с января 1919 года. Участник Гражданской войны.
Член ВКП(б) с 1920 года.
После войны продолжил службу в армии в политсоставе.
Военное образование: пехотная школа (1928), курсы военной переподготовки политсостава (1928), курсы «Выстрел» (1930), высшие курсы усовершествования политсостава (1940).
В начале Великой Отечественной войны — бригадный комиссар (13.09.1939), заместитель по политической части командира 50-го стрелкового корпуса ЛВО.
В дальнейшем, начальник политотдела 42-й армии (03.08. — 01.09.1941), член военного совета 42-й армии (01.09. — 04.10.1941), член военного совета 55-й армии (14.12.1941-01.10.1942), член военного совета 23-й армии (1.10.1942 — 18.05.1944).
Участник Битвы за Ленинград, Любанской и Усть-Тосненской операций.
6 декабря 1942 года Курочкину присвоено звание генерал-майор.
К концу войны находился в распоряжении Главного управления кадров Наркомата обороны.
После войны — начальник военной кафедры Черновицкого государственного университета (24.04.1945 — 22.05.1953).
24 августа 1953 года уволен в запас с правом ношения военной формы с особыми отличительными знаками на погонах.
Проживал в Черновцах, где и скончался.

## Награды

### СССР
- орден Ленина (30.04.1947)
- три ордена Красного Знамени (10.02.1943), (03.11.1944), (21.08.1953)
  - Медали в.т.ч.:
  - «XX лет Рабоче-Крестьянской Красной Армии» (1938)
  - «За оборону Ленинграда» (01.06.1943)
  - «За оборону Кавказа»
  - «За Победу над Германией в Великой Отечественной войне 1941—1945 гг.» (09.05.1945)